# Joan Beaufort, dronning af Skotland
Joan Beaufort (Ca. 1404 – 15. juli 1445) var dronning af Skotland fra 1424 til 1437 som hustru til kong Jakob 1. af Skotland. I årene 1437 til 1439 regerede hun Skotland som regent under sin søn Jakob 2.'s formynderskab.

## Baggrund og opvækst
Joan Beaufort var datter af John Beaufort, 1. jarl af Somerset, en legitimeret søn af Johan af Gent og hans elskerinde (og senere hustru) Katherine Swynford. Joans mor var Margaret Holland, et barnebarn af Johanne af Kent (hustru til Edvard, den sorte prins) fra hendes ægteskab med Thomas Holland, 1. jarl af Kent. Joan var også en halvniece af kong Henrik 4. af England, grandkusine til Richard 2., og oldebarn af Edvard 3. Hendes onkel, Henry Beaufort, var kardinal og Englands chancellor.
Kong Jakob 1. af Skotland mødte Joan mens han var fange i England og kan tidligst have mødt hende i 1420. Hun siges at have været inspirationen til kong Jakobs berømte lange digt, The Kingis Quair ("Kongens bog"), skrevet under hans fangenskab, efter at han havde set hende i haven fra sit vindue. Ægteskabet var i hvert faldt delvist politisk, da deres ægteskab var en del af aftalen om hans løsladelse fra fangenskab. Fra et engelsk perspektiv var en alliance med Beaufort-familien beregnet til at fastholde Skotland i alliance med England i stedet for med Frankrig. Forhandlingerne resulterede i, at Joans medgift på 10.000 merk blev fratrukket Jakob betydelige løsesum.

## Dronning af Skotland
Den 12. februar 1424 blev Joan Beaufort og kong Jakob gift i St Mary Overie Church i Southwark. De blev fejret i Winchester Palace samme år af hendes onkel, kardinal Henry Beaufort. Hun ledsagede sin mand, da han vendte tilbage fra fangenskab i England til Skotland, og blev kronet sammen med sin mand i Scone Abbey. Som dronning bad hun ofte kongen om nåde til dem, der kunne blive henrettet.
Kongeparret fik otte børn, herunder den fremtidige Jakob 2., og Margrete af Skotland, fremtidig hustru til Ludvig 11. af Frankrig.

## Regentskab
Jakob 1. blev myrdet i Perth den 21. februar 1437. Joan havde også været et mål for mord sammen med sin mand, men formåede at overleve sine skader. Hun ledte med succes sin mands støtter til at angribe hans morderer, Walter Stewart, jarl af Atholl, men blev tvunget til at opgive magten tre måneder senere. Udsigten til at blive styret af en engelsk kvinde var upopulær i Skotland. Jarlen af Douglas blev således tildelt magten, dog forblev Joan ansvarlig for sin søn.
I slutningen af juli 1439 blev hun gift med James Stewart, den sorte ridder af Lorne efter at have fået pavens dispensation for både blodsslægtskab og beslægtethed. James var allieret med den senere jarl af Douglas og planlagde med ham at vælte Alexander Livingston, Stirling Castles guvernør, mens Jakob 2. var umyndig. Livingston arresterede Joan i august 1439 og tvang hende til at opgive forældremyndigheden over den unge konge. I 1445 genopblussede konflikten mellem Douglas- og Livingston-fraktionen og dronningens støtter, og hun blev belejret i Dunbar Castle af jarlen af Douglas, da hun døde den 15. juli 1445.Hun blev begravet i Karteuserordenens kloster i Perth.

## Børn
Med Jakob 1. af Skotland: 
- Margrete Stewart, prinsesse af Skotland (1424–1445) gift med prins Louis, dauphin af Viennois (senere kong Ludvig 11. af Frankrig)
- Isabella Stewart, prinsesse af Skotland (1426–1494) blev gift med Frans 1., hertug af Bretagne
- Maria Stewart, grevinde af Buchan blev gift med Wolfart 6. van Borsselen
- Johanne Stewart, grevinde af Morton (ca. 1428–1486) giftede med James Douglas, 1. jarl af Morton
- Alexander Stewart, hertug af Rothesay (født og død 1430); Jakobs tvilling
- Jakob 2. af Skotland (1430–1460)
- Annabella Stewart, prinsesse af Skotland (ca. 1436-1509) blev gift og skilt 1. gang med Ludvig af Savoyen, og derefter gift og skilt 2. gang med George Gordon, 2. jarl af Huntly
- Eleonora Stewart, prinsesse af Skotland (1433–1484) blev gift med Sigismund, ærkehertug af Østrig

Med James Stewart, den sorte ridder af Lorne:
- John Stewart, 1. jarl af Atholl (ca. 1440 - 1512)[8]
- James Stewart, 1. jarl af Buchan (1442–1499)[9]
- Andrew Stewart, biskop af Moray (ca. 1443 - 1501)[10]